# Karl Anton von Lerber

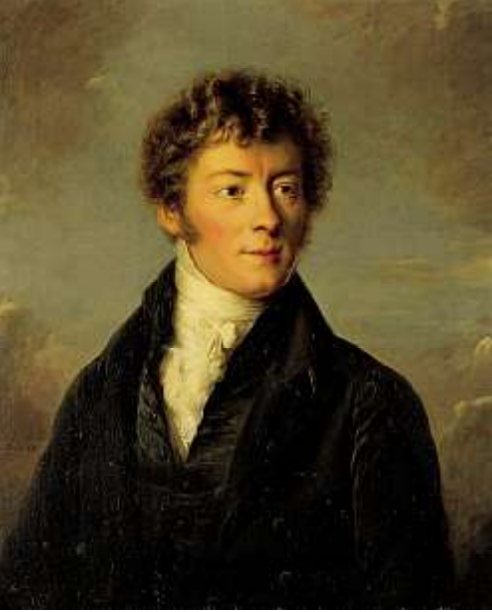
Karl Anton von Lerber, Bildnis von Pierre-Nicolas Legrand (1821)

Karl Anton von Lerber (* 29. April 1784 in Bern; † 30. März 1837 ebenda) war ein Schweizer Handelsmann und Politiker.

## Leben

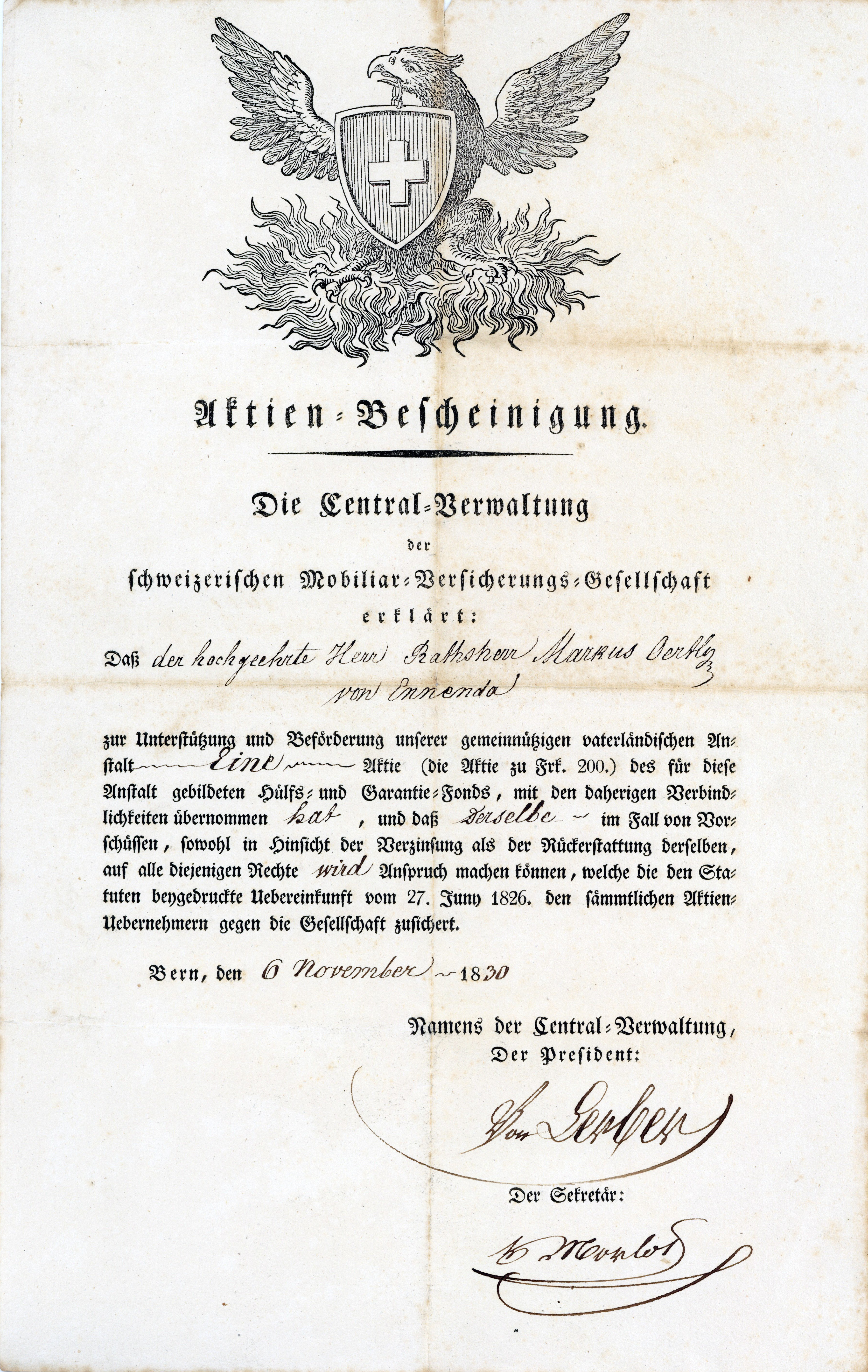
Aktie der Schweizerischen Mobiliar-Versicherungs-Gesellschaft über 200 Franken, ausgestellt in Bern am 6. November 1830, eigenhändig unterschrieben von Karl Anton von Lerber

Lerber kam als Sohn des Franz Rudolf Lerber und der Rosina Katharina Stürler in Bern zur Welt. Er war verheiratet mit Susanne Louise Glayre, Tochter des Pierre–Maurice Glayre. Nach Aufenthalten in Paris und Rom war er ab 1807 in Lausanne beruflich tätig. 1816 gelangte er in den bernischen Grossen Rat, in den Jahren 1824 bis 1831 war er Mitglied des Kleinen Rats. 1831 war er Vizepräsident des Verfassungsrats. 1831 wurde er wiederum in den Grossen Rat gewählt, 1831 bis 1837 war er Regierungsrat, im Jahr 1832 war er Landammann und 1833 Schultheiss der Republik Bern. Lerber war Präsident der Gemeinnützigen Gesellschaft, Gründer der Berner Kantonalbank und der Hypothekarkasse, 1826 Gründer und erster Präsident der Schweizerischen Mobiliarversicherungsgesellschaft.